# Batalha de Severodonetsk
A Batalha de Severodonetsk foi um confronto militar travado entre tropas da Rússia e da Ucrânia que começou em 2 de março de 2022 durante a Invasão da Ucrânia pela Rússia em 2022, como parte da ofensiva do leste da Ucrânia. Severodonetsk, que era o centro administrativo interino ucraniano de Oblast de Lugansk, era uma das últimas grandes cidades no leste nas mãos do governo central de Kiev, sendo assim era muito visada por separatistas e pela Rússia. Em 6 de maio, tropas russas atacaram a cidade diretamente, utilizando de meios aéreos e terrestres, superando em muito os ucranianos em número de tropas e quantidade de equipamento (especialmente artilharia pesada). Mesmo assim, as forças ucranianas lutaram com afinco e atrasaram consideravelmente o avanço russo, resistindo por sete semanas até que tiveram de abandonar suas posições. Alguns analistas consideraram o sucesso russo em Severodonetsk como uma "vitória de pirro".

## Movimentos iniciais
Severodonetsk e a cidade vizinha de Lysychansk já tinham sido palco de embates entre separatistas pró-Rússia e o exército ucraniano em 2014 no contexto da Guerra civil de Donbas. Logo após o começo da invasão russa da Ucrânia, em 28 de fevereiro de 2022, as forças armadas russas começaram a bombardear Severodonetsk. Civis morreram nestes ataques e o gasoduto da região foi atingido também. Em 2 de março, combates terrestres foram reportados em quase todas as vilas a leste e norte de Severodonetsk. Tropas russas continuaram a bombardear a cidade, incluindo um ginásio escolar que funcionava como um abrigo antiaéreo. Nenhuma morte foi relatada. Às 15:20h de 28 de fevereiro, autoridades ucranianas afirmaram que o exército russo tentou, pela primeira vez, quebrar as linhas ucranianas na cidade com um ataque frontal, mas foram repelidos.
Após um mês de invasão, ao final de março, a Rússia afirmou que controlava 93% do Oblast de Luhansk, deixando Severodonetsk e Lysychansk como os dois pontos estratégicos mais importantes nas mãos dos ucranianos em toda a região. O plano russo para conquistar Severodonetsk dependia de seus sucessos nas batalhas pelas cidades vizinhas de Rubizhne, ao norte, e Popasna, ao sul. Em 6 de abril, a Rússia já havia ocupado cerca de 60% de Rubizhne, ao mesmo tempo que o bombardeio aéreo e com artilharia contra Severodonetsk aumentou de intensidade consideravelmente. No dia seguinte, tropas da 128ª Brigada de Assalto Montanhosa ucraniana conduziram uma série de contra-ofensivas que empurraram os russos cerca de 6–10 km para longe da cidade de Kreminna, nas cercanias de Severodonetsk.
Em 9 de abril, elementos da 4ª Divisão de Tanques de Guarda russa começaram a se concentrar nas proximidades de Severodonetsk. Entre 11 e 12 de abril, os russos prosseguiam com seus ataques na região, mas não ganharam muito terreno. Em 18 de abril, a Rússia renovou suas ofensivas por todo o leste da Ucrânia, bombardeando intensamente, por terra e com aeronaves, cidades como Severodonetsk. Ao final de abril, a maioria da população civil de Severodonetsk e suas cercanias já haviam fugido ou foram evacuados. As novas ofensivas russas focando na região de Donbas se extendia por uma linha de frente de 800 km com o propósito de ocupar por completo os oblasts de Donetsk e Luhansk. Para faze-lo, a Rússia teria que tomar o controle das margens do rio Siverskyi Donets, para garantir o fluxo de tropas e suprimentos, e as cidades de Severodonetsk e Lysychansk eram vitais nesses planos.

## A batalha

### Manobras de cerco

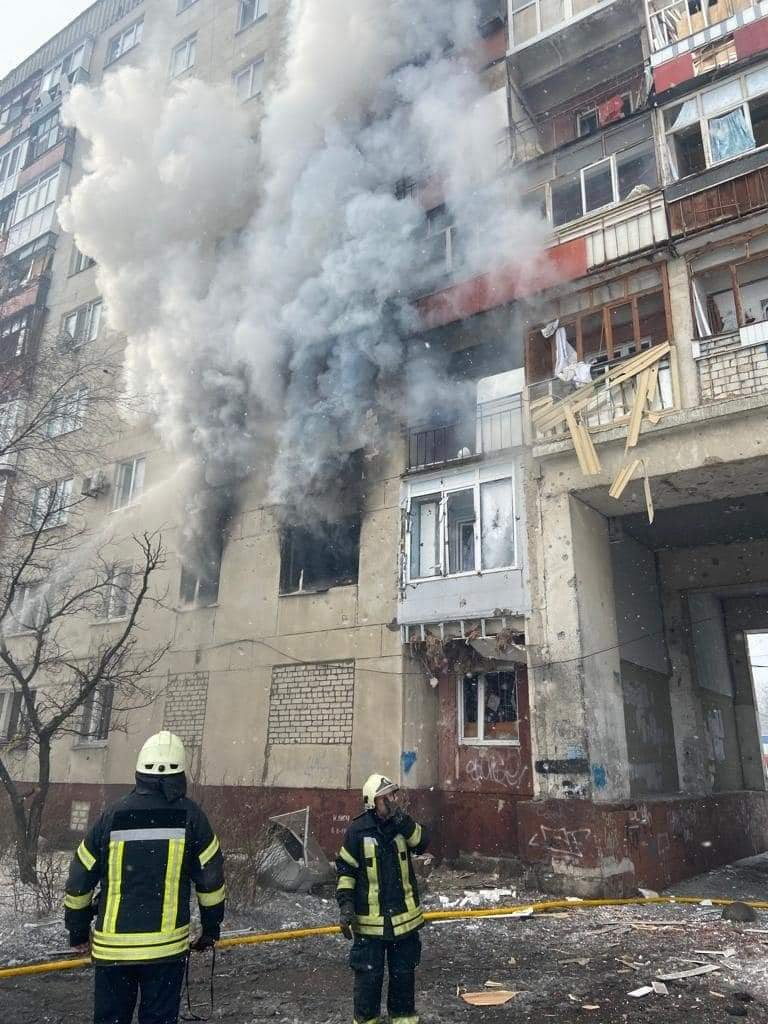
Um apartamento em Severodonetsk em chamas após um bombardeio, em março de 2022.

Em 6 de maio, forças russas e da RPL ganharam terreno nos arredores de Severodonetsk, atacando a vila de Voevodivka ao norte da cidade e capturando o vilarejo de Voronove a sudeste. Estes movimentos faziam parte dos planos russos para cercar Severodonetsk. O prefeito da cidade, Alexander Stryuk, chegou a afirmar que a região estava "virtualmente cercada". Nos dias seguintes, militares russos e separatistas avançaram sobre Bilohorivka, Voevodivka e Lysychansk, com o intuiuto de cortar o acesso a Severodonetsk pelo sul. Nesse meio tempo, em 8 de maio, a cidade de Popasna acabou sendo conquistada também.
Em 9 de meio, tropas separatistas de Lugansk tomaram posse de Nyzhnie e começaram a atacar Toshkivka, dois assentamentos a sudeste de Severodonetsk. Combates intensos continuaram a acontecer em Rubizhne, Voevodivka e Bilohorivka, com as forças russas continuando sua campanha para cercar Severodonetsk também pelo oeste. No dia seguinte, a Rússia continuou a bombardear a cidade e suas regiões vizinhas. Os ucranianos responderam a estes movimentos destruindo uma ponte flutuante russa erguida no rio Siverskyi Donets, próximo de Bilohorivka, aniquilando um batalhão russo inteiro no processo. De acordo com o chefe da polícia regional ucraniana, Oleh Hryhorov, Severodonetsk e sua cidade vizinha, Lysychansk, estavam taticamente cercadas, com a artilharia russa podendo então atingir livremente as estradas restantes abertas para a cidade. O fornecimento de energia e água foi interrompido nas cidades, deixando dezenas de milhares de civis sem necessidades básicas. Em 12 de maio, forças russas e separatistas derrotaram os militares ucranianos na Batalha de Rubizhne, estabelecendo o controle total desta cidade e seus arredores.
Em meados de maio, em sua maior parte, a Rússia cessou seus ataques terrestres nos arredores de Severodonetsk e Lysychansk e se limitou a bombardeios de artilharia, com as forças pró-russas concentrando-se em completar o cerco das duas cidades. Para conquistar este objetivo, eles atacaram na linha de frente do norte ao redor de Izium e ao sul em direção de Bakhmut. Os ataques ao norte fizeram pouco ou nenhum progresso, mas no sul a Rússia fez avanços limitados ao longo de vários dias de combate pesado. As ofensivas concentraram-se principalmente em várias aldeias, incluindo Toshkiva, Pylpchatyne, Hirske e Zolote.

### Luta na cidade
Em 27 de maio, a Rússia iniciou um ataque frontal direto contra Severodonetsk, apesar de ainda não ter cercado a cidade completamente. Guerrilheiros chechenos (Kadyrovites) capturaram o famoso Hotel Mir na parte norte da cidade. Enquanto isso, forças russas e separatistas continuaram a avançar nas regiões urbanas, atacando do norte, via Rubizhne, e a sudoeste, via Ustynivka e Borisvske. A oeste, o avanço russo foi lento, com ataques contra as cidades de Lyman e Siversk com o objetivo de interromper as linhas de suprimentos ucranianas para Severodonetsk-Lysychansk.

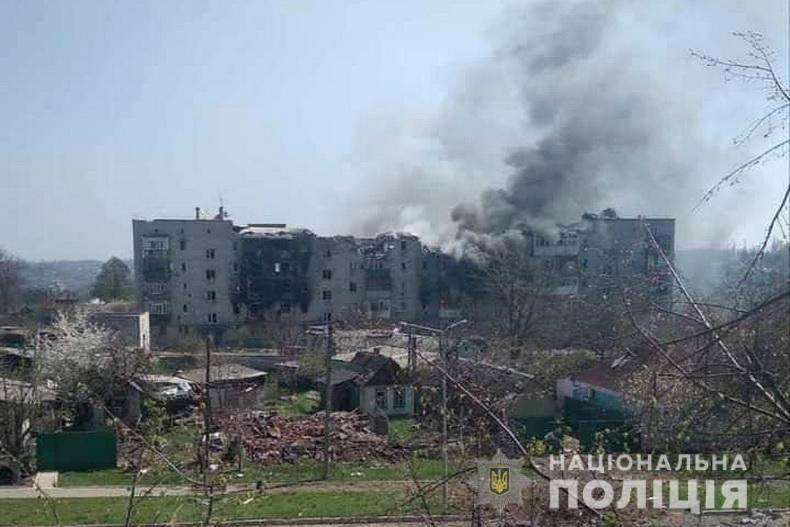
Um prédio em Severodonetsk bombardeado. Os russos estavam submetendo a região a um bombardeio intenso.

No dia seguinte, foi reportado que a Rússia continuou a fazer progresso na conquista de Severodonetsk, embora o avanço fosse mais lento que o antecipado. O Institute for the Study of War ("Instituto para o Estudo da Guerra", ou ISW) argumentou que a batalha já estava se mostrando muito cara para as forças russas a essa altura e poderia esgotar suas capacidades ofensivas. Tanto a Rússia quanto a Ucrânia sofriam pesadas perdas, mas as baixas dos contingentes pró-russos eram mais difíceis de substituir. O ISW julgou que, em 28 de maio, os militares russos estavam direcionando grande parte de suas forças eficazes de combate para reforçar a batalha por Severodonetsk, enfraquecendo outras linhas de frente e arriscando esgotar suas tropas restantes. O ISW advertiu que o esforço investido na captura de Severodonetsk não parecia adequado considerando o valor estratégico limitado do local. Um analista militar ucraniano afirmou que esta podia ser a última grande ofensiva que a Rússia poderia realizar antes que a ajuda militar ocidental chegasse às forças ucranianas em grandes números. Enquanto isso, tropas ucranianas começaram a fazer uma retirada organizada de boa parte de Severodonetsk, para preservar suas forças.
Em 29 de maio, as forças russas lançaram um novo ataque e mantiveram brevemente a última rota para as cidades sitiadas, embora as tropas ucranianas afirmassem ter repelido os russos pouco depois. Soldados russos e ucranianos engajaram em tiroteios em curtas distâncias num violento combate urbano, com a luta se extendendo até o centro da cidade.
Na manhã de 31 de maio, as forças russas controlavam entre um-terço e metade de Severodonetsk. Os russos empurraram e dividiram a cidade ao meio. No final do dia, a Ucrânia confirmou que entre 70% e 80% de Severodonetsk estava sob controle russo, assim como a maioria das aldeias vizinhas. Serhiy Haidai, o governador ucraniano do Oblast de Lugansk, afirmou que "algumas tropas ucranianas recuaram para posições mais vantajosas e pré-preparadas" perto de Lysychansk.
Em 1 de junho, de acordo com a Ucrânia, a fábrica de produtos químicas de Azot foi atingida por um bombardeio russo e um tanque de ácido nítrico explodiu, obrigando as pessoas a ficarem dentro de casa. No dia seguinte, foi dito que pelo menos 800 civis estavam escondidos em um abrigo anti-bombas na fábrica de Azot. Serhiy Haidai disse que as forças russas chegaram ao centro da cidade. A Ucrânia alegou que nos combates urbanos, apenas em 1 de junho, cerca de 200 soldados russos foram mortos nas lutas. De acordo com o Ministério da Defesa do Reino Unido, em 2 de junho de 2022, a Rússia já havia assumido o controle da maior parte de Severodonetsk. No dia seguinte, um contra-ataque ucraniano recuperou 20% do território que havia perdido dentro da cidade. Pelo menos doze membros da Legião Estrangeira Ucraniana morreram lutando na cidade, incluindo um combatente georgiano e um português. De acordo com a Reuters, dois de seus jornalistas foram feridos e um motorista trabalhando para eles foi morto perto de Severodonetsk. Serhiy Haidai alegou que as forças ucranianas haviam repelido vários ataques russos, destruindo grandes partes de seus equipamentos. Ele também afirmou que a Rússia estava "jogando todas as suas reservas em Severodonetsk" e era "impossível entregar comida e remédios para a cidade". Haidai disse ainda que a Rússia estava explodindo pontes sobre Seversky Donets para impedir a chegada de reforços ucranianos e a entrega de ajuda.
Serhiy Haidai afirmou que o general russo Aleksandr Dvornikov "recebeu a tarefa de, até 10 de junho, capturar completamente Severodonetsk ou cortar a rodovia Lysychansk-Bakhmut e tomá-la sob controle". O Ministério da Defesa do Reino Unido afirmou que a Rússia estava usando na Ucrânia táticas similares que havia utilizado na Síria, incluindo bombardeios indiscriminados de terra arrasada e usando forças aliadas, como milicianos da República Popular de Lugansk (que não eram tão bem treinados ou bem armados como os russos), como bucha de canhão.
Em 6 de junho, Haidai descreveu assim a situação da Ucrânia nesse fronte: "Nossos defensores conseguiram contra-atacar por um tempo – eles libertaram quase metade da cidade. No entanto, agora a situação piorou para nós novamente". Ele afirmou que os russos não controlavam a estrada Lysychansk-Severodonetsk, mas que toda essa passagem estava sendo constantemente bombardeada. Os russos, naquela altura, estavam reunindo uma enorme reserva de soldados na região. Haidai então afirmou: "O tempo dirá se eles [os russos] terão força suficiente para seguir esse caminho". Ele descreveu as forças russas como "simplesmente incríveis" em termos de números e equipamentos. O exército russo, ele relatou, estava implementando "táticas padrão de terra arrasada". O major-general Kyrylo Budanov, chefe da inteligência militar ucraniana, alegou que as forças ucranianas estavam avançando lentamente apesar de "uma vantagem de dez vezes do inimigo em termos de artilharia".
O presidente ucraniano Volodymyr Zelensky chegou a visitar a cidade no começo de junho e disse que suas tropas estavam aguentando, dizendo que "há mais deles [o inimigo] e eles são mais fortes", prometendo que o exército ucraniano não desistiria de posições na cidade. Em 8 de junho, o estado-maior ucraniano disse que estava "repelindo" os ataques russos. No entanto, de acordo com a BBC, uma análise militar concluiu que era "difícil saber qual exército estava no controle de qual território" naquela altura.

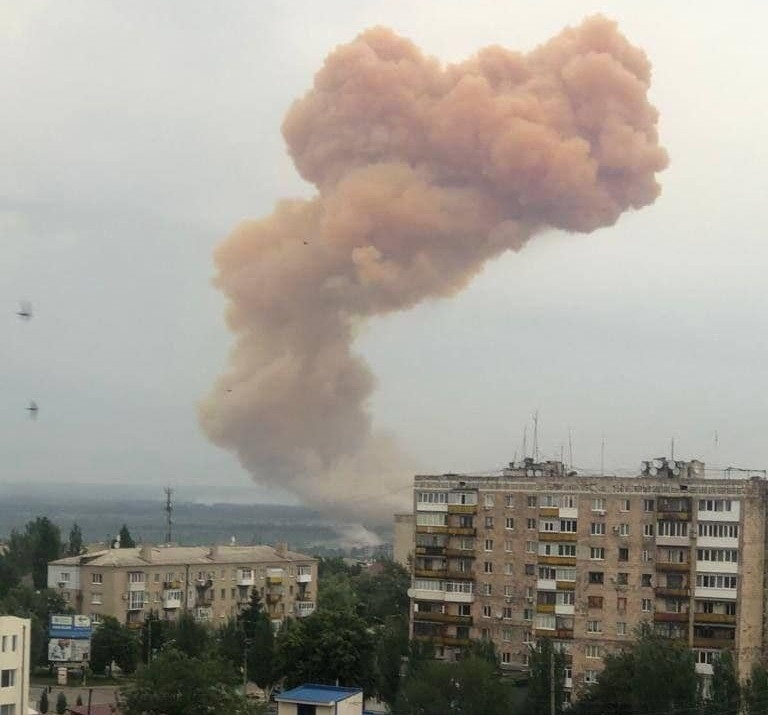
Resultado de um ataque a uma fábrica de produtos químicos em Severodonetsk pelas forças russas.

Em 8 de junho, Haidai afirmou: "Ninguém vai desistir da cidade, mesmo que nossos militares tenham que recuar para posições mais fortificadas, pois esta cidade está constantemente sendo bombardeada. Ainda assim, isso não significaria que estamos rendendo a cidade". Já o comando militar russo afirmou que “o lado ucraniano em Donbas sofre perdas significativas em quantidade de soldados, armas e equipamento militar””. Um relatório do ministério de defesa do Reino Unido alegou que a situação militar era de impasse, mas os russos estavam mobilizando mais tropas enquanto os ucranianos sofriam com falta de equipamentos pesados. Mais tarde no dia 8, Haidai admitiu que o Exército da Ucrânia foi empurrado de volta para os arredores da cidade devido aos intensos bombardeios russos. Haidai afirmou que o exército ucraniano não tinha condições de evacuar civis ainda presos na cidade. No dia seguinte, em 9 de junho, ele confirmou que 90% da cidade estava "temporariamente" sob controle russo.
Petro Kusyk, comandante do Batalhão Svoboda da Guarda Nacional, afirmou que os ucranianos estavam arrastando as tropas russas para um combate urbano apertado, tentando negar a vantagem de artilharia do inimigo. Ele afirmou ainda: "Ontem foi um sucesso para nós - lançamos uma contra-ofensiva e em algumas áreas conseguimos empurrá-los para trás um ou dois quarteirões. Em outros, eles nos empurraram para trás, mas apenas por um prédio ou dois. Ontem os russos sofreram graves perdas - se todos os dias fossem como ontem, tudo isso acabaria em breve". Ele também reclamou da falta de artilharia e suprimentos médicos: "Mesmo sem esses sistemas, estamos aguentando bem. Há uma ordem para manter nossas posições e estamos mantendo-as. É inacreditável o que os cirurgiões estão fazendo sem o equipamento adequado para salvar a vida dos soldados". Em nota, o ministério da defesa britânico confirmou partes desses desenvolvimentos, afirmando que a batalha por Severodonetsk seguia sem avanços no fronte sul, com ambos os lados engajando em combate urbano intenso, rua por rua, sofrendo pesadas baixas no processo.
Em 12 de junho, o governador da região de Luhansk, Serhiy Haidai, disse que "a situação continua difícil [na região]. A luta continua, mas infelizmente, a maior parte da cidade está sob controle russo. Algumas batalhas posicionais estão ocorrendo nas ruas". Quanto sobre os quase mil civis que estariam presos na Fábrica Azot: "A história sobre o bloqueio de Azot é uma mentira completa espalhada por propagandistas russos". Os ucranianos culpavam os bombardeios russos como o motivo de não conseguirem evacuar civis. Haidai disse à uma TV ucraniana que as forças do país estavam falhando nos combates de rua e que a artilharia russa estava vencendo a batalha nas áreas residenciais. Nesse mesmo dia, Volodymyr Zelensky confirmou estes desenvolvimentos, afirmando que ambos os lados estavam de fato se engajando em uma luta que ele descreveu como "literalmente por cada metro". O general Valerii Zaluzhnyi, o comandante-em-chefe das Forças Armadas da Ucrânia, afirmou que a artilharia russa deu a eles uma "vantagem dez vezes maior". De acordo com Leonid Pasechnik, o líder da República Popular de Luhansk, era na verdade os ucranianos que estavam bombardeando Severodonetsk a partir da fábrica Azot.
Em 13 de junho, de acordo com Serhiy Haida, a última das três pontes que ligavam Severodonetsk ao resto da Ucrânia foram destruídas. As forças russas controlavam 70% da cidade naquela altura. O representante da República Popular de Donetsk, Eduard Basurin, disse à mídia: "As divisões ucranianas que estão lá [em Severodonetsk], estão lá para sempre". A BBC confirmou que todas as três pontes que conectavam a cidade passando por cima do rio Donets foram destruídas pelos russos.
Em 14 de junho, fontes ucranianas reportaram que, de fato, a Rússia já controlava mais de 80% de Severodonetsk e também haviam cortado quase todas as rotas de fuga remanescentes. No dia seguinte, o últimato que os militares russos deram aos defensores ucranianos para que se rendessem passou.
Em 16 de junho, relatórios das frentes de batalha afirmaram que as forças ucranianas teriam recebido a ordem de se retirar para Lysychansk. Apesar da destruição das três pontes, o Estado-Maior ucraniano afirmou "reter várias rotas logísticas para Severodonetsk". No dia seguinte, a mídia russa afirmou que militares ucranianos "começaram a se render".
Em 17 de junho, o Instituto para o Estudo da Guerra, ou ISW, afirmou: "os militares russos concentraram a grande maioria de seu poder de combate disponível para capturar Severodonetsk e Lysychansk às custas de outros eixos de avanço e estão sofrendo pesadas baixas para fazê-lo".

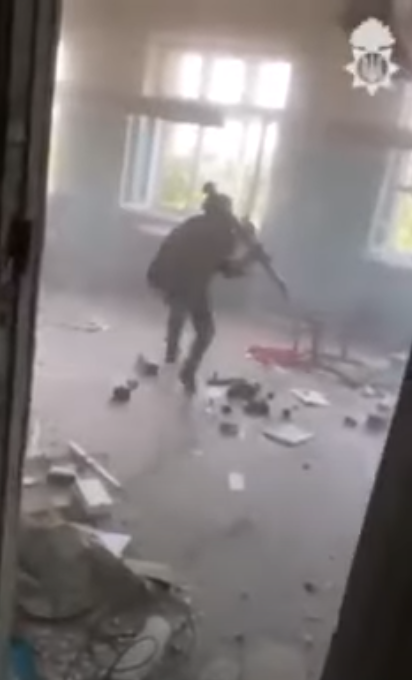
Um militar ucraniano, em junho de 2022, disparando seu RPG.

Em 18 de junho, o governador Sergiy Haiday escreveu no Telegram: "Agora as batalhas mais ferozes estão perto de Severodonetsk. Eles [a Rússia] não controlam a cidade inteiramente. Nossos defensores estão lutando contra os russos em todas as direções". A Ucrânia afirmou que moveu para os campos de batalha da região os obuseiros autopropulsados AHS Krab poloneses para auxiliar na luta.
O alto comando do exército ucraniano, contudo, alertou para sucessor militares russos no Oblast de Luhansk, ressaltando a superioridade bélica e de números do inimigo. A vila de Metiolkine, localizada a sudeste de Severodonetsk, teria sido quase que completamente tomada pela Rússia de assalto. Serhiy Gaidai afirmou que "batalhas duras" estavam acontecendo na área de Metiolkine. A agência de notícias russa TASS afirmou que "muitos" soldados ucranianos haviam se rendido na região.
Em 19 de junho, os russos renovaram suas operações ofensivas, forçando a Ucrânia a enviar reforços para a defesa de Toshkivka, que fica a sudeste de Severodonetsk. A Rússia continuou a enviar enormes quantidades de equipamento para a região, incluindo mais tanques e lançadores Grad. Segundo alguns analistas, naquele momento, o avanço russo se desenrolava em uma manobra de pinça que poderia ser utilizada para prender as forças ucranianas no bolsão de Severodonetsk. A decisão de manter Severodonetsk e se envolver em combates na cidade foi reconhecida pelos comandantes ucranianos como arriscada devido ao medo de um movimento de cerco pelos russos. O ex-ministro da defesa ucraniano, Andrii Zahorodniuk, afirmou: "Neste momento, o principal objetivo é usar a janela de oportunidade que temos para esgotar completamente os russos em Donbas. Se nós nos movermos, eles se moveriam. Teríamos que encontrá-los em algum lugar. Não é como se Putin quisesse apenas Severodonetsk. Eles vão continuar até que sejam parados".
Oleksandr Stryuk, chefe da administração de Severodonetsk, disse, em 20 de junho, que a Ucrânia controlava quase um-terço da cidade. No mesmo dia, contudo, Serhiy Haidai confirmou que a Ucrânia havia perdido o controle de Metyolkine para os russos e que "a maior parte da cidade" estava sob controle do exército russo, enquanto os militares ucranianos controlavam apenas a zona industrial e o território da fábrica Azot. Ele também disse, novamente, que a vital estrada Lysychansk-Bakhmut estava sob pesado bombardeio quase que constante.
Em 21 de junho, Haidai disse: "Os militares russos monitoram o ar dia e noite com drones, ajustam o poder de fogo, adaptam-se rapidamente às nossas mudanças nas áreas defensivas". Ele també mafirmou que a Ucrânia controlava apenas a fábrica química de Azot e que a estrada de Severodonetsk-Lysychansk estava sendo bombardeada constantemente.
Em 22 de junho, autoridades ucranianas confirmaram que haviam perdido o controle dos assentamentos de Toshkivka, Pidlisne e Myrna Dolyna frente ao feroz avanço russo. Em 23 de junho, tropas russas haviam isolado e cercado as cidades de Hirske e Zolote, que eles alegaram ter capturado totalmente no dia seguinte. Em 24 de junho, fontes russas afirmaram que as forças ucranianas sofreram mais de 1 000 baixas, incluindo 800 prisioneiros, em Hirske, Zolote e perto de Lysychansk nos dois dias anteriores.
Em 24 de junho, foi reportado que tropas ucranianas receberam ordens para se retirar da cidade de Severodonetsk, segundo o governador Haidai, que afirmou: "Permanecer em posições que foram implacavelmente bombardeadas por meses simplesmente não faz sentido. Eles receberam ordens para recuar para novas posições... e de lá continuar suas operações. Não adianta ficar em posições que foram destruídas ao longo de vários meses apenas para ficar". Nesse mesmo dia, a CNN informou que, em meio ao contínuo uso de táticas de terra arrasada sendo aplicadas pelo avanço das tropas russas, as forças armadas da Ucrânia de fato receberam ordens para evacuar a cidade, deixando várias centenas de civis buscando refúgio na fábrica de produtos químicos Azot em Severodenetsk, que foi comparada aos refugiados civis deixados na Siderúrgica de Azovstal, em Mariupol, durante o mês de maio.
Em 25 de junho, as forças russas assumiram o controle de praticamente toda Severodonetsk após os ucranianos se retirarem para posições militares mais defensáveis no oeste. Uma semana mais tarde, a cidade vizinha de Lysychansk também caiu.